# Burgemeesterssjerp

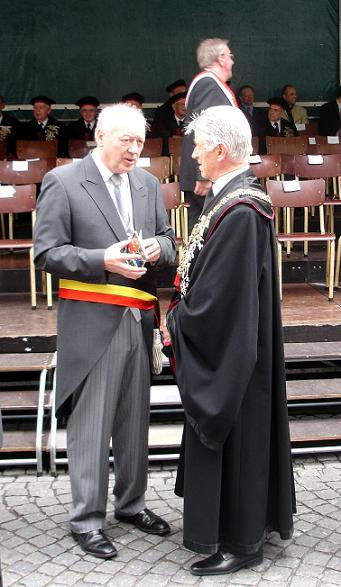
De burgemeester van Brugge in 2007, Patrick Moenaert, met burgemeesterssjerp

De burgemeesterssjerp is een sjerp die de burgemeester van een gemeente draagt tot versiering of als waardigheidsteken. De sjerp wordt vooral gedragen bij plechtigheden. Landen die de burgemeesterssjerp kennen, zijn onder meer België, Frankrijk en Italië. Doorgaans is de sjerp gebaseerd op de kleuren van de nationale vlag van het betreffende land.

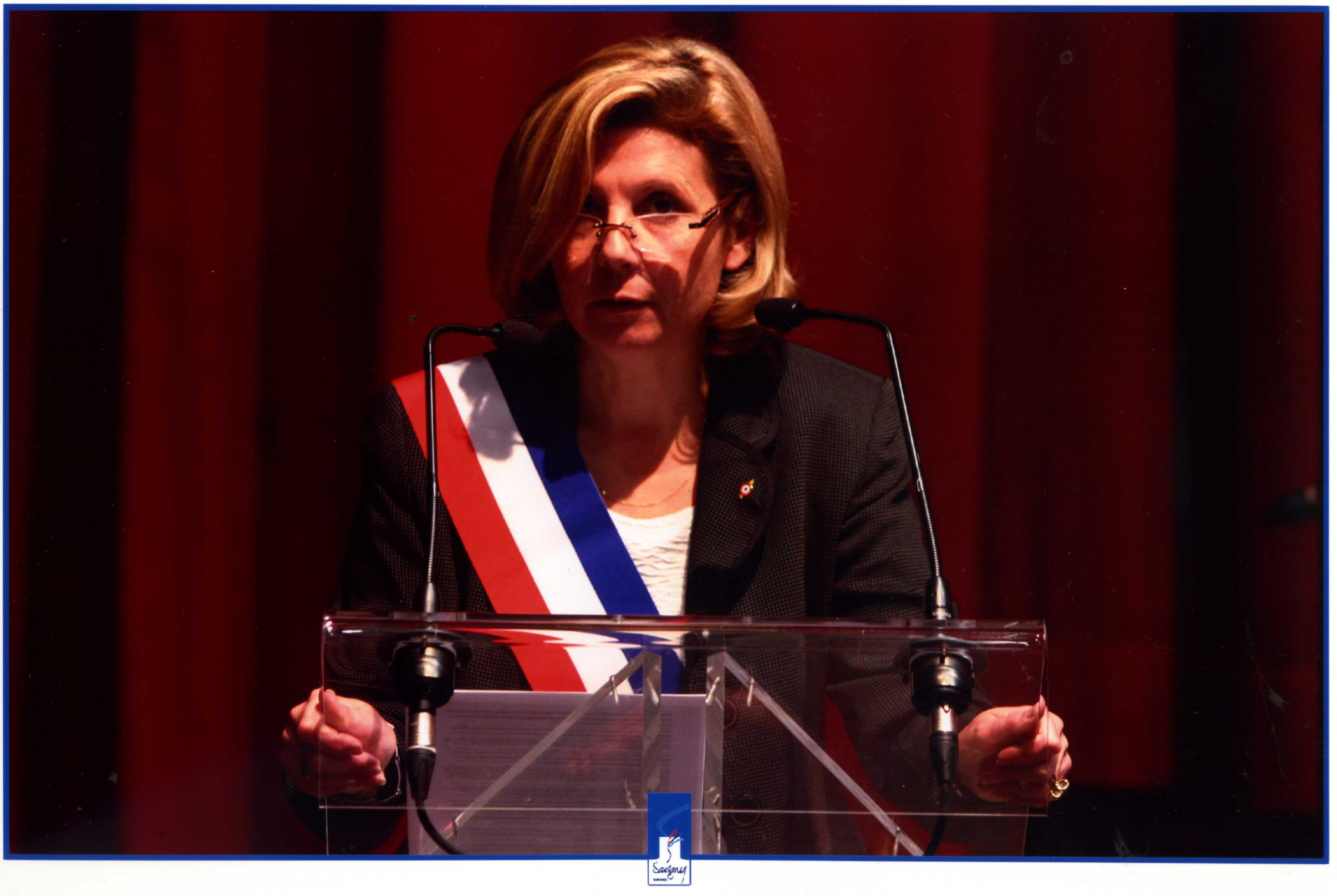
Franse burgemeester met sjerp
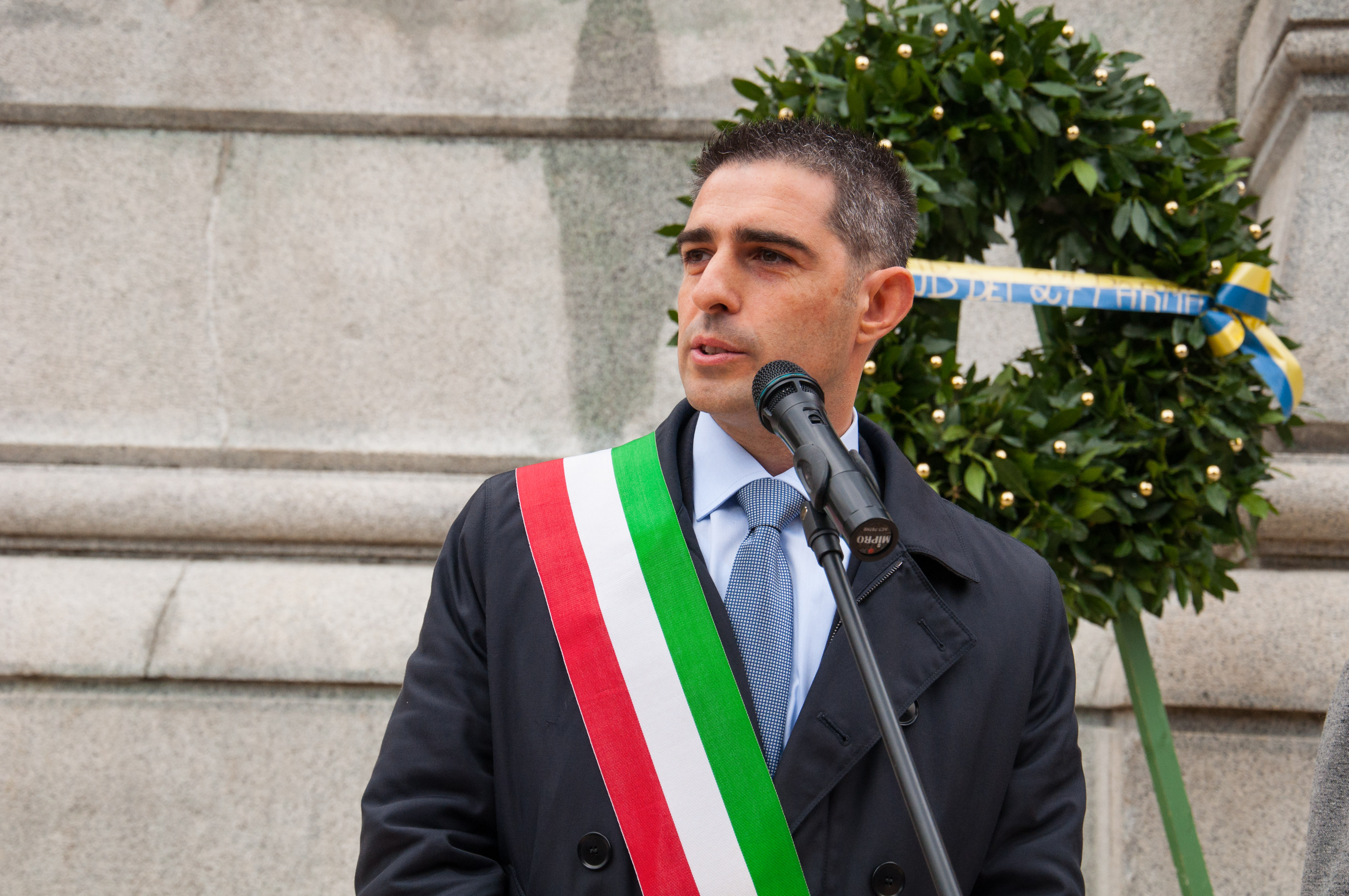
Italiaans burgemeester met sjerp
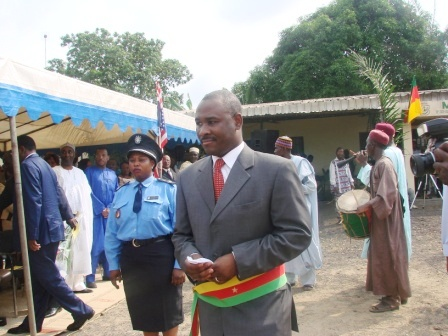
Kameroens burgemeester met sjerp

In andere landen kent men andere waardigheidstekenen, zoals de ambtsketen in Nederland en Duitsland, of worden geen versieringen gebruikt.

## België
De regelgeving rond het dragen van een burgemeesterssjerp is een regionale bevoegdheid. Het besluit van de Vlaamse Regering van 6 juli 2018 houdende het statuut van de lokale mandataris mag de burgemeester een sjerp dragen bij evenementen of plechtigheden op het grondgebied van de gemeente. De sjerp is verplicht bij het voltrekken van een huwelijk of in het geval van oproer, kwaadwillige samenscholing of ernstige verstoring van de openbare orde.
De sjerp kan om het middel worden gedragen, met de zwarte kleur bovenaan, of om de rechterschouder, met de zwarte kleur aan de halszijde.
De oorspronkelijke tricolore sjerp voor de burgemeester met zilveren franjes en de tweekleurige zwart-gele sjerp voor de schepenen met bordeaux-rode franjes keren terug op een koninklijk besluit van 23 januari 1837, waarbij de kleuren overgenomen werden van het oude Hertogdom Brabant.
Sinds 2020 mogen Vlaamse burgemeesters vrij beslissen of zij een tricolore Belgisch lint of een tweekleurig zwart-geel lint dragen, net zoals de schepenen. 